# Gezalek
Gezalek (gotsko *Gaisalaiks, "pleše s sulicami", špansko in portugalsko Gesaleico, katalonsko Gesaleic) je bil od leta 507 do 511 kralj Vizigotov, * okoli 480, † 513.
Gezalek je bil nezakonski sin kralja Alarika II., a je bil po očetovi smrti v bitki s Franki kljub temu izvoljen za vizigotskega kralja, ker je bil njegov mlajši polbrat Amalarik še otrok.
Po prihodu na oblast je imel sprva podporo mogočnega ostrogotskega kralja Teoderika Velikega, vendar je njegova podpora sčasoma zbledela. Med letoma 508 in 511 je dal usmrtiti pomembnega vizigotskega plemiča Gojarika. Odločilen udarec njegovemu vladanju so zadali Burgundi, ki so na čelu z njihovim kraljem Gundobadom osvojili in izropali njegovo prestolnico  Narbonne. Gezalek  je pobegnil v Barcelono, kjer je ostal, dokler ga ni Teoderik odstavil. Naslednjih 15 let je v Vizigotskem kraljestvu do Amalarikove polnoletnosti in navidezno v njegovem imenu vladal Teoderik, pobiral davke in imenoval svoje uradnike.
Gezalek je po odstavitvi zatekel v Kartagino k vandalskemu kralju Trasamundu. Kralj je podprl njegovo stvar in priskrbel denar, ne pa tudi vojakov. Leta 510 in 511 je vandalsko ladjevje podprlo njegovo invazijo na Iberski polotok. Trasamund je medtem prejel nekaj ostrih Teodorikovih dopisov in spoznal, da ni kos Ostrogotom. Gezaleku je umaknil podporo, Teoderiku pa se je opravičil in mu ponudil zlato.
Gezalek je po umiku Trasamundove podpore pobegnil v Akvitanijo in tam ostal eno leto. Herwig Wolfram ugotavlja, je bila Akvitanija, ko so jo po zmagi v bitki pri Vouilléju zasedli Franki, še vedno gosto naseljena z Vizigoti in progotskimi Rimljani. Gezalek se je od tam vrnil v Španijo, kjer ga je pred Barcelono premagal Teoderikov general Ibba. Gezalek je pobegnil z bojišča, a je bil po prehodu reke Durance ujet in nato usmrčen. Peter Heather domneva, da so ga usmrtili verjetno leta 513.